# 栗野江村
栗野江村（くりのえむら）は、かつて新潟県佐渡郡にあった村。

## 地理
- 島嶼：佐渡島

## 沿革
- 1889年（明治22年）4月1日 - 町村制施行に伴い雑太郡栗野江村、坊ケ浦村が合併し、栗野江村が発足。
- 1896年（明治29年）4月1日 - 郡の統合により佐渡郡に所属[1]。
- 1901年（明治34年）11月1日 - 佐渡郡畑野村、小倉村、三宮村、国中村（一部）と合併し、畑野村を新設して消滅。